# Oelilton Araújo dos Santos

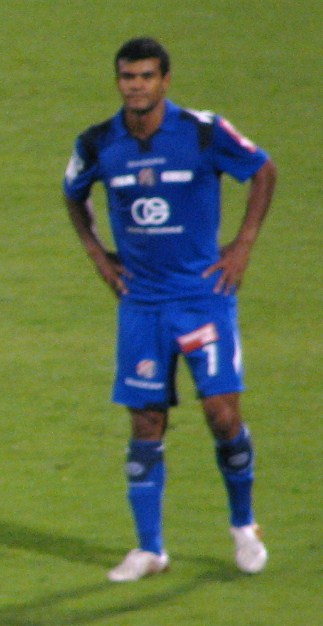
Oelilton Araújo dos Santos

Oelilton Araújo dos Santos (* 8. März 1981 in Valente, Brasilien), genannt Etto, ist ein kroatisch-brasilianischer Fußballspieler.
Er wechselte in der Saison 2005/06 von Athletico Paranaense zu NK Dinamo Zagreb und ist inzwischen fixer Bestandteil der Startelf. In seiner jungen Karriere spielte er noch für Fluminense Rio de Janeiro, EC Bahia und Criciúma EC, bevor er 2004 zu Athletico Paranaense wechselte.
Bei Dinamo Zagreb bildete er auf der rechten Außenbahn ein sehr gutes Gespann mit Eduardo da Silva, bevor dieser 2007 zu Arsenal London wechselte. Etto ist für seine besondere Torgefährlichkeit bekannt.
| Personendaten    | Personendaten                  |
| ---------------- | ------------------------------ |
| NAME             | Santos, Oelilton Araújo dos    |
| ALTERNATIVNAMEN  | Etto (Spitzname)               |
| KURZBESCHREIBUNG | brasilianischer Fußballspieler |
| GEBURTSDATUM     | 8. März 1981                   |
| GEBURTSORT       | Valente, Brasilien             |